# Miloševac (Bośnia i Hercegowina)
Miloševac (cyr. Милошевац) – wieś w Bośni i Hercegowinie, w Republice Serbskiej, w gminie Modriča. W 2013 roku liczyła 1323 mieszkańców.